# 상호
상호(商號)란 상인이 영업상 다른 상인과 식별되고 자기를 표시하기 위하여 사용하는 명칭이다. 상호는 명칭이므로, 문자로 표시되고 발음될 수 있는 것이어야 하므로 기호나 도안 등은 상호가 될 수 없다. 상호는 상인이 다른 상인과 식별되기 위한 것이므로, 상호는 곧 상인의 신용 등을 나타내어 중요한 경제적 가치를 갖게 된다. 따라서 상호를 보호할 이유가 있게 된다.

## 예시
삼성전자 정관 제1조 (상 호) 본 회사는 삼성전자주식회사라 칭하고 영문으로는 SAMSUNG ELECTRONICS CO.,LTD.라 기술한다.

## 상호의 등기
대한민국에서 상호의 등기절차는 상업등기법과 대법원규칙인 상업등기규칙에 따른다. 등기는 당사자의 신청에 의하며, 신청인의 영업소재지의 등기소가 관할한다. 본점소재지에서 상호를 등기할 경우에는 지점소재지에서도 이를 등기하여야 한다.
자연인 상인의 상호는 상호등기부에 등기하지만, 회사의 경우는 각회사의 종류별로 일체의 회사관계등기를 다루는 회사등기부가 별도로 마련되어 있으므로 회사상호는 설립등기에 포함시켜 회사등기부에 등기하고 상호등기부에는 따로 등기하지 않는다(商登 37조 1항, 단 假登記는 예외).

## 상호의 역혼동
동일•유사한 상호를 甲이 먼저 사용하고 乙이 나중에 사용하였으나, 乙의 영업규모가 甲의 것보다 크고 乙의 상호가 주지성을 획득할 수 있다. 이 경우에는 乙의 상호사용으로 인하여 마치 甲이 乙의 저명성이나 소비자 신용에 편승하여 甲의 상품의 출처가 乙인 것처럼 소비자를 기망한다는 오해를 받아 甲의 신용이 훼손될 수 있다. 이를 역혼동이라 한다. 판례는 이러한 역혼동이 생긴 경우 선사용자(甲)는 후사용자(乙)에 대해 손해배상을 청구할 수 있기는 하나, 손해배상책임이 발생하기 위해서는 선사용자의 영업이 후사용자의 영업과 그 종류가 같거나 영업의 성질이나 내용, 영업방법, 수요자층 등에서 밀접한 관련이 있어야 한다는 입장을 취하고 있다.

## 상호의 폐지
상호의 폐지는 상호권자가 상호권을 포기하는 것으로, 이에 의해 상호권은 절대적으로 소멸하고 상호는 사회에 개방된다.

### 요건
- 폐지의 의사표시
- 폐지의 등기[7]
- 등기의 말소청구[8]

## 같이 보기
- 상호권
- 정관
- 대한민국 상법 제23조 주체를 오인시킬 상호의 사용금지
- 대한민국 상법 제22조 상호등기의 효력
- 대한민국 상법 제20조 회사상호의 부당사용의 금지
- 대한민국 상법 제19조 회사의 상호

## 참고 문헌
- 이철송,상법총칙•상행위,(서울: 박영사, 2014)